# 紀元前327年
紀元前327年（きげんぜん327ねん）は、ローマ暦の年である。
当時は、「プロスルスとスカプラが共和政ローマ執政官に就任した年」ないし「レントゥルスとフィロが共和政ローマ執政官に就任した年」として知られていた（もしくは、それほど使われてはいないが、ローマ建国紀元427年）。紀年法として西暦（キリスト紀元）がヨーロッパで広く普及した中世時代初期以降、この年は紀元前327年と表記されるのが一般的となった。

## 他の紀年法
- 干支 : 甲午
- 日本
  - 皇紀334年
  - 孝安天皇66年
- 中国
  - 周 - 顕王42年
  - 秦 - 恵文君11年
  - 楚 - 懐王2年
  - 斉 - 威王30年
  - 燕 - 易王6年
  - 趙 - 粛侯23年
  - 魏 - 恵王後元8年
  - 韓 - 宣恵王6年
- 朝鮮
  - 檀紀2007年
- ベトナム :
- 仏滅紀元 : 218年
- ユダヤ暦 :

## できごと

### マケドニア帝国
- アレクサンドロス3世（大王）が、北部インドへ侵攻した。再度ヒンドゥークシュ山脈を越えるところで、大王は軍を二手に分けた。軍勢の半分と輜重隊は、いずれも騎兵指揮官であったヘパイスティオンとペルディッカスに委ねられ、カイバル峠を進み、残りの半分は、攻城戦の装備を伴い、大王自らが率いて、山々を越えて北進した。大王軍はスワート (Swat) 地方やガンダーラを通って進んだが、その際に、インダス川から数キロ西にあった難攻不落のアオルノス (Aornos) 砦の攻略が行なわれた。
- 大王とアリストテレスの関係は、アリストテレスの甥で歴史家であったオリュントスのカリステネス (Callisthenes of Olynthus) が反逆罪で処刑されたことを契機に悪化した。カリステネスは、遠征の年代記を記すために大王に同行していた。

### 共和政ローマ
- サムニウムの軍勢が、ネアポリス（現在のナポリ）を占領した。しかし、ローマ軍は、サムニウム勢がタレントゥム（現在のターラント）に手こずっている間に南進し、ネアポリスを奪還し、長い攻城戦の末にサムニウムの守備隊を排除してネアポリスをローマの同盟者とした。

### 中国
- 秦が義渠を県に編入し、義渠の君を臣とした。
- 秦が焦と曲沃を魏に返還した。

## 誕生
- ヘラクレス (Heracles) - アレクサンドロス3世の庶子。母は、フリギア太守アルタバゾス2世 (Artabazos II of Phrygia) の娘バルシネで、後にマケドニアの王位を請求する。（紀元前309年没）

## 死去
- オリュントスのカリステネス (Callisthenes of Olynthus) - ギリシアの歴史家、アリストテレスの甥で弟子（紀元前360年ころ生）